# Convatec
Convatec plc. ist ein britisches Unternehmen, das seinen Sitz in London hat. Es ist in der erweiterten Wundversorgung, Stomaversorgung, Kontinenzversorgung und Infusionsversorgung tätig. Es hat 9 Produktionsstandorte und vertreibt seine Produkte in 100 Ländern. Der Umsatz verteilt sich geographisch wie folgt: Nordamerika (53 %), Europa (33 %) und Rest der Welt (14 %).
Das Unternehmen ist an der Londoner Börse gelistet und Teil des FTSE 100 Index.

## Geschichte
Die Geschichte beginnt in den 1960er Jahren im Labor des Wissenschaftlers Dr. James Chen von E.R. Squibb & Sons. Er erfand den ersten medizinischen Hydrokolloid-Klebstoff für den Einsatz in der Zahnchirurgie, der 1967 zum Patent angemeldet wurde.
Diese Technologie bildete die Grundlage für das erste Produkt, eine Hautbarriere, die nach der Gründung von Convatec im Jahr 1978 (als Geschäftsbereich von E.R. Squibb & Sons Inc., später Teil von Bristol-Myers Squibb) auf den Markt kam. Es setzte neue Akzente in der Stomaversorgung. In der Folge wuchs das Produktportfolio um eine Stomapflegelinie und eine Wundversorgungslinie. Im Jahr 2008 fusionierte Convatec mit dem dänischen Unternehmen Unomedical. In der Folge wurden vier Franchise-Unternehmen gegründet, die in den Bereichen Stomaversorgung, Wundtherapeutika, Kontinenz und Intensivpflege sowie Infusionsgeräte tätig sind. Im Jahr 2016 wurde das Unternehmen an der Londoner Börse notiert, bewertet mit 4,4 Mrd. £ im Rahmen des größten Börsengangs des Jahres. Kurze Zeit später wurde Convatec in den britischen Mittelwerteindex FTSE 250 aufgenommen.
Im Jahr 2012 erwarb Convatec das Unternehmen 180 Medical, über das urologische Einwegkatheter direkt an Patienten in den USA vertrieben wurden. 180 Medical ist Teil der Home Services Group, zu der auch Amcare gehört (Bereitstellung von medizinischem Material für die Stomaversorgung durch Lieferung nach Hause und tägliche Kundenbetreuung). Im Jahr 2021 wurde Patient Care Medical (ein in den USA ansässiger Distributor von Kathetern) erworben.
Im März 2022 wurde Triad Life Sciences übernommen. Die war der Einstieg in das Segment der Wundbiologika. Es wurde in Advanced Tissue Technologies umbenannt.
Im September 2022 wurde Convatec in den Leitindex FTSE 100 aufgenommen.
Im April 2023 hat Convatec das Unternehmen 30 Technology Limited übernommen, eine Technologieplattform für antiinfektives Stickstoffmonoxid.